# المینو افانسو
المینو افانسو (به پرتغالی: Almino Afonso) یک منطقهٔ مسکونی در برزیل است که در منطقه شمال شرقی برزیل واقع شده‌است.